# 53253 Zeiler
53253 Zeiler este o planetă minoră (asteroid), cu un diametru de 3,894 km, din centura de asteroizi. A fost descoperită pe 13 martie 1999 la Goodricke-Pigott Observatory⁠(d) de Roy A. Tucker⁠(d). 
Obiectul prezintă o orbită caracterizată de o semiaxă mare de 2,6754141008093 UAi, o excentricitate de 0,07, o înclinație de 2,5 ° în raport cu ecliptica.